# ドット・ウィルキンソン
ドット・ウィルキンソン（Dot Wilkinson、1921年10月9日 ‐ 2023年3月18日）は、アメリカ合衆国アリゾナ州フェニックス出身の女子ソフトボール選手（捕手）、ボウリング選手。ソフトボール、ボウリングの両競技で殿堂入り。

## 経歴
1933年から1965年までの間、キャッチャーとしてソフトボールチーム「フェニックス・ランバラーズ」に所属しており、1940年、1948年、1949年にチームがアメリカの国内チャンピオンに輝いている。チームでは1954年に最高打率の.455を記録したほか、1950年にも.450、チームがリーグ優勝した1957年には.387の打率を記録している。また、ソフトボールアメリカ代表にもアマチュアとして18シーズンにわたり選出されていた。1970年にはソフトボール殿堂が創設され、最初の殿堂入りメンバーの1人に選ばれた。
ボウリング選手としてもトリプルクラウンの一つ、ウーマンズ・インターナショナル・ボウリング・クイーンズ・トーナメントで1962年に優勝しており、翌1963年のWIBCシングルスでも優勝を果たしている。1990年、ボウリングの殿堂入りが決まった。
1999年にはアリゾナ・リパブリックが選出したアリゾナ州の偉大なスポーツ選手では第8位に選ばれた。